# Con affetto, tuo Sidney
Con affetto, tuo Sidney (Love, Sidney) è una serie televisiva statunitense in 44 episodi trasmessi per la prima volta nel corso di 2 stagioni dal 1981 al 1983.
La serie fu preceduta da un film per la televisione pilota, intitolato Sidney Shorn a Girl's Best Friend, trasmesso il 5 ottobre 1981 sulla NBC. È una Situation comedy incentrata sulle vicende di Sidney Shorr, uno uomo omosessuale, e sul suo rapporto con una madre single, Laurie Morgan, e con la sua bambina di cinque anni, Patti, con cui va a vivere in un appartamento di New York.

## Personaggi e interpreti
- Sidney Shore (44 episodi, 1981-1983), interpretato da Tony Randall.
- Laurie Morgan (44 episodi, 1981-1983), interpretata da Swoosie Kurtz.
- Patti Morgan (44 episodi, 1981-1983), interpretata da Kaleena Kiff.
- Jason Stoller (29 episodi, 1981-1983), interpretato da Chip Zien.
- Giudice Mort Harris (18 episodi, 1981-1982), interpretato da Alan North.
- Mrs. Gaffney (3 episodi, 1982-1983), interpretata da Barbara Bryne.
- Madre di Laurie (2 episodi, 1981-1982), interpretata da Lenka Peterson.
- Padre di Laurie (2 episodi, 1981-1982), interpretato da Hansford Rowe.
- Rabbi Sugarman (2 episodi, 1982-1983), interpretato da Richard Stahl.
- Jan (2 episodi, 1982), interpretato da Jenny Wright.
- Alison (2 episodi, 1983), interpretata da Martha Smith.
- Nancy (1 episodio, 1982-1983), interpretata da Lynne Thigpen.

## Produzione
La serie fu prodotta da Warner Bros. Television e girata negli studios della Warner Brothers a Burbank in California. Le musiche furono composte da Billy Goldenberg.

### Registi
Tra i registi sono accreditati:
- Hal Cooper in 22 episodi (1982-1983)
- Mel Ferber in 12 episodi (1981-1982)
- Tony Mordente in 8 episodi (1981-1982)
- Jay Sandrich in 2 episodi (1981)

### Sceneggiatori
Tra gli sceneggiatori sono accreditati:
- George Arthur Bloom in 6 episodi (1982-1983)
- Pamela Chais in 6 episodi (1982-1983)
- Bob Brunner in 4 episodi (1981-1982)
- Ken Hecht in 4 episodi (1981-1982)
- April Kelly in 4 episodi (1982)
- Marty Nadler in 2 episodi (1981-1982)
- Stephen Black in 2 episodi (1981)
- Henry Stern in 2 episodi (1981)
- Robert Van Scoyk in 2 episodi (1981)
- Bob Colleary in 2 episodi (1982-1983)
- Korby Siamis in 2 episodi (1982-1983)
- Thelma Herman in 2 episodi (1982)
- David Lyn in 2 episodi (1982)
- Rod Parker in 2 episodi (1982)
- Fredi Towbin in 2 episodi (1982)
- Sandy Veith in 2 episodi (1982)
- Arthur Julian in 2 episodi (1983)

## Distribuzione
La serie fu trasmessa negli Stati Uniti dal 28 ottobre 1981 al 29 agosto 1983  sulla rete televisiva NBC. In Italia è stata trasmessa con il titolo Con affetto, tuo Sidney. È stata distribuita anche in Svezia con il titolo Alla älskar Sidney e in Finlandia con il titolo Rakastavasti, Sidney.

## Episodi
| Stagione         | Episodi | Prima TV USA | Prima TV Italia |
| ---------------- | ------- | ------------ | --------------- |
| Prima stagione   | 22      | 1981-1982    |                 |
| Seconda stagione | 22      | 1982-1983    |                 |